# Jakub Kiwior
Jakub Piotr Kiwior (* 15. Februar 2000 in Tychy) ist ein polnischer Fußballspieler. Der Innenverteidiger steht seit 2023 beim FC Arsenal unter Vertrag.

## Karriere

### Verein
Kiwior begann seine Karriere in seiner Geburtsstadt Tychy in der Jugendabteilung von GKS Tychy. 2016 wechselte er in den Jugendbereich des RSC Anderlecht. Dort sammelte er erste internationale Erfahrung im Rahmen der UEFA Youth League. Im Januar 2019 verließ der Spieler Belgien und schloss sich der A-Mannschaft von FO ŽP ŠPORT Podbrezová an. In der Slowakei war er unmittelbar gesetzt und absolvierte jedes verbleibende Spiel der Saison 2018/19 – mit Ausnahme einer Partie – über die volle Distanz. Auch zu Beginn der zweiten Saison in Podbrezová war er unumstritten, so führte er die Mannschaft am zweiten Spieltag sogar als Kapitän auf das Feld, bevor er im Anschluss zum amtierenden Vizemeister MŠK Žilina wechselte. Hier konnte er zunächst nicht an seine Spielzeit der vorherigen Station anknüpfen und kam zeitweise in der zweiten Mannschaft zum Einsatz. Ab dem 15. Spieltag änderte sich diese Situation und er erkämpfte sich langsam einen Stammplatz. Der Trend setzte sich in der Saison 2020/21 fort – so absolvierte er 30 der 34 Ligaspiele, hiervon 28 über die volle Spielzeit. Im Finale des Pokals reichte sein 1:0-Führungstor letztendlich nicht zum Sieg und die Mannschaft unterlag dem ŠK Slovan Bratislava. Die nächste Saison begann mit den ersten internationalen Minuten auf Profiniveau im Rahmen der Qualifikation zur UEFA Europa Conference League. Dort konnte sich die Mannschaft zunächst gegen den FC Dila Gori, Apollon Limassol und Tobyl Qostanai durchsetzen, bevor sie in der letzten Runde am FK Jablonec scheiterten. Nur fünf Tage nach dem letzten Spiel gegen den tschechischen Vertreter verließ der Innenverteidiger die Slowakei Ende August 2021 und schloss sich dem italienischen Erstligisten Spezia Calcio an. Dort wartete er drei Monate auf seinen ersten Einsatz, die er – teilweise verletzt – auf der Bank oder Tribüne verbrachte. Ab Dezember etablierte sich der Pole im defensiven Mittelfeld und war nachfolgend gesetzt. Auch die Saison 2022/23 begann er als Stammspieler, allerdings nicht mehr im Mittelfeld, sondern in die Verteidigung zurückverrückt.

### Nationalmannschaft
Kiwior durchlief ab der U16 jede polnische Nachwuchsnationalmannschaft. In der U19 war er zeitweise Kapitän. In Summe bestritt der Spieler 50 Spiele für Nachwuchsnationalmannschaften, bevor er im Juni 2022 im Rahmen des UEFA-Nations-League-Spiels gegen die Niederlande für die A-Nationalmannschaft debütierte. Nachfolgend absolvierte er jedes Spiel über die volle Distanz bis zu seiner Nominierung im November 2022 für den polnischen Kader für die Weltmeisterschaft in Katar im selben Jahr.